# Hafiq Azmi
Hafiq Azmi (Kuala Lumpur, 8 dicembre 1996) è un pilota motociclistico malese.

## Carriera
Nel 2011 e 2012 ha corso nella MotoGP Rookies Cup. Nel 2013 ha corso nella categoria Moto3 del campionato spagnolo Velocità. Sempre nel 2013 debutta nella classe Moto3 del motomondiale, correndo come wild card in Malesia su una KTM RC 250 GP e in sostituzione dell'infortunato Alessandro Tonucci sulla FTR M313 del team Tasca Racing per i Gran Premi d'Australia, Giappone e Comunità Valenciana; non ottiene punti.
Nel 2014 corre sulla KTM del team Ajo Motorsport, chiudendo alla stagione al 28º posto con 3 punti totalizzati con il tredicesimo posto in Malesia.
Nel 2016 corre come wild card in Malesia su una Peugeot MGP3O, totalizzando 5 punti.
In seguito è passato a correre nella categoria Supersport 600 dell'Asia Road Racing.

## Risultati nel motomondiale
| 2013 | Classe | Moto            |  |  |  |  |  |  |  |  |    |  |  |  |  |  |     |    |    |    | Punti | Pos. |
| ---- | ------ | --------------- |  |  |  |  |  |  |  |  | -- |  |  |  |  |  | --- | -- | -- | -- | ----- | ---- |
| 2013 | Moto3  | KTM e FTR Honda |  |  |  |  |  |  |  |  | NE |  |  |  |  |  | Rit | 29 | 26 | 25 | 0     |      |

| 2014 | Classe | Moto |     |    |    |    |    |     |     |    |    |    |    |    |    |    |    |    |    |    | Punti | Pos. |
| ---- | ------ | ---- | --- | -- | -- | -- | -- | --- | --- | -- | -- | -- | -- | -- | -- | -- | -- | -- | -- | -- | ----- | ---- |
| 2014 | Moto3  | KTM  | Rit | 24 | 16 | 24 | 16 | Rit | Rit | 29 | 18 | 24 | 28 | 20 | 23 | 19 | 18 | 18 | 13 | 23 | 3     | 28º  |

| 2016 | Classe | Moto    |  |  |  |  |  |  |  |  |  |  |  |  |  |  |  |  |    |  | Punti | Pos. |
| ---- | ------ | ------- |  |  |  |  |  |  |  |  |  |  |  |  |  |  |  |  | -- |  | ----- | ---- |
| 2016 | Moto3  | Peugeot |  |  |  |  |  |  |  |  |  |  |  |  |  |  |  |  | 11 |  | 5     | 33º  |

| Legenda | 1º posto        | 2º posto            | 3º posto            | A punti      | Senza punti        | Grassetto – Pole position Corsivo – Giro più veloce |
| Legenda | Gara non valida | Non qual./Non part. | Ritirato/Non class. | Squalificato | '-' Dato non disp. | Grassetto – Pole position Corsivo – Giro più veloce |